# Esteban IV (papa)
Esteban IV fue el papa 97.º de la Iglesia Católica.
Nació en el seno de una familia aristocrática, su breve pontificado, de tan solo siete meses de duración, se inicia con su Consagración, ordenando al pueblo romano que prestase juramento de fidelidad al rey de los francos, Ludovico Pío, para a continuación trasladarse a Reims donde procedió a coronarlo como Emperador.
Tras la coronación regresó, en octubre de 816, a Roma donde falleció el 24 de enero de 817.